# Cladonia ravenelii
Cladonia ravenelii är en lavart som beskrevs av Tuck. Cladonia ravenelii ingår i släktet Cladonia och familjen Cladoniaceae.   Inga underarter finns listade i Catalogue of Life.